# گوکای ایراوول
گوکای ایراوول (انگلیسی: Gökay Iravul؛ زادهٔ ۱۸ اکتبر ۱۹۹۲) بازیکن فوتبال اهل ترکیه است.
از باشگاه‌هایی که در آن بازی کرده‌است می‌توان به باشگاه ورزشی غازی عینتاب اف.کی، باشگاه فوتبال مانیسااسپور، باشگاه ورزشی آدانا دمیرسپور، باشگاه فوتبال فنرباغچه، و باشگاه فوتبال آلانیا اسپور اشاره کرد.
وی همچنین در تیم‌های ملی فوتبال جوانان ترکیه، جوانان ترکیه، Turkey national under-17 football team، جوانان ترکیه، Turkey national under-19 football team، و زیر ۲۱ سال ترکیه بازی کرده‌است.